# Johan Syrén
Johan Syrén, född 19 december 1975 i Stockholm, är en svensk  visartist, låtskrivare och  producent. Är tolkare av sådana som Cornelis Vreeswijk, Allan Edwall och Vladimir Vysotskij. Har gjort album både som soloartist och med andra konstellationer, samt producerat många artister och band.

## Biografi

### Bakgrund
Johan Syrén växte upp i Jordbro – en förort i Stockholm. I Prune, ett av Syréns första band, var han sångare och gitarrist, och släppte ett album – Lovely day. Under namnet Grandaddy's Space Orchestra – en electropop-konstellation – släppte han ett album 2004. Han gick sedan över till att skriva och framföra visor. En kort period i början av 2000-talet hade han ett band – Slim John Fill's – tillsammans med Per Hägg, som antas vara föregångaren till Cornelis Vreeswijks figur Polaren Per. 
I samarbete med Dagens Svenskbladet – en satirisk nättidning – har han skrivit politiska satirer. Han har en gästroll i Urumeen, en långfilm från Tamil av bolaget Thenandal Studio Limited. Tillsammans med Eugene Wolynsky – en rysk poet – har han översatt flera sånger av Vladimir Vysotskij och andra låtar från den ryska traditionen.
Från 2005 har Syrén drivit musik- och filmstudion Debka Studios i Stockholm, där han producerat och spelat in skivor, ljudböcker och filmer.

## Diskografi

### Artist/låtskrivare
Album
- 2015 Öststatsblues, Johan Syrén. Ad Inexplorata.
- 2004 Grandaddy’s Space Orchestra.
- 1999 Gränslösafestivalens 2:a samlingsCD.

Singel/EP
- 2003 Vi vill ha mer, Narada.
- 1999 Lovely Day, Prune. Ad Inexplorata.

### Producent/ljudtekniker
Album
- 2016 At The Dress Circle, The Exploding Boy.
- 2015 KidzMetal, Tore and the No Smokers.
- 2015 A Cappella, Helene Du Rietz.
- 2014 Kaleidscope, MAL.
- 2014 Changing Places, Prince of Assyria.
- 2013 Four, The Exploding Boy.
- 2013 Så less på att vara en nolla/The Lost Boys, Bina & The Lost Boys (splitskiva).
- 2012 Traitorville Fair, The Judas Bunch.
- 2011 Mina sommarhits, Bina.
- 2011 Backstabbers Ball, The Judas Bunch.
- 2011 Dags för plan B, Valpmynning.
- 2009 Betrayers Brew, The Judas Bunch.

Singel/EP
- 2015 Kármán Line, Jahoomha.
- 2014 Raise Your Glass for the Outcast, Sthlm Bandits.
- 2013 Lusen i ditt hår, Joakim Leion.
- 2011 Urban Legends, City Demons.